# Negara (ort)
Negara är en ort i Indonesien.   Den ligger i provinsen Provinsi Bali, i den sydvästra delen av landet, 900 km öster om huvudstaden Jakarta. Negara ligger 12 meter över havet och antalet invånare är 33 191. Den ligger på ön Bali.
Terrängen runt Negara är platt åt sydväst, men åt nordost är den kuperad. Det finns inga andra samhällen i närheten. 